# Aulo Hircio
Aulo Hircio (en latín, Aulus Hirtius A. f.; m. 43 a. C.) fue un político y militar romano, amigo personal de Julio César.

## Primeros años
Hircio era miembro de una familia plebeya originaria probablemente de Ferentinum en el territorio de los hérnicos.
En el 58 a. C. fue legado de Julio César durante la campaña de las Galias, pero fue más frecuentemente empleado como negociador que como un soldado. En 50 a. C. fue enviado a Roma con una carta para Lucio Balbo y su llegada en medio de la noche causó gran alarma, sobre todo en Pompeyo.

## Guerra civil
Hircio regresó a la Galia hasta el estallido de la guerra civil en el 49 a. C. y se encontraba en Roma cuando Pompeyo huyó de Italia, momento en el que el joven Quinto Cicerón obtuvo una audiencia con César. Se desconoce si acompañó a César a Hispania o permaneció en Roma con Balbo y otros cesarianos para velar por sus intereses en la capital. Es posible que fuera uno de los diez pretores nombrados por César para el año 46 a. C. y que fuera uno de los expretores que recibieron los ornamentos consulares. Ya sea como pretor o como prefecto de la ciudad, pudo haber sido el autor de la Lex Hirtia por la que se excluía a los pompeyanos de las magistraturas.
En el 47 a. C., después de finalizar la guerra de Alejandría, Hircio se reunió con César en Antioquía e intercedió por Quinto Tulio Cicerón. Al año siguiente estaba presente en los juegos de Praeneste y vivió un tiempo en Tusculum, en una villa contigua a la de Cicerón, mientras César estaba en África. Allí Cicerón le dio lecciones de oratoria e Hircio le enseñó los secretos de la cocina y de la buena mesa.
Hircio mantuvo correspondencia con César durante la guerra de África. Dejó su villa tusculana para reunirse con él a su regreso a Italia, y lo acompañó a Roma. Al año siguiente (45) no lo acompañó en su segunda campaña en Hispania, pero lo siguió hasta Narbona y, desde allí, mediante una carta fechada el 18 de abril del 45 a. C. anunció a Cicerón la derrota de los pompeyanos.

## Hacia el consulado
En 44 a. C. se le encargó el gobierno de la Galia Bélgica, pero envió un legado, y permaneció en Roma asistiendo a César que lo nombró cónsul para el año 43 a. C. junto a Cayo Vibio Pansa, su colega en el augurato.
Aconsejó al dictador estar siempre protegido por guardias, pero César no le hizo caso. A la muerte de Julio César, como cesariano que era, se encontró enfrentado a Cicerón y al Senado, a sus asesinos, y también a Marco Antonio. Como Hircio no estaba calificado para enfrentar los acontecimientos, se refugió en Puteoli, escapando de la arrogancia de Antonio y del matonaje de los veteranos, e hizo de vez en cuando de mediador entre este último y los cesaricidas. Durante su retiro Ático le solicitó su ayuda para proteger sus propiedades cerca de Buthrotum en Epiro de los veteranos que César había establecido en la vecindad. A Bruto y Casio, que habían solicitado su ayuda, les aconsejó no volver a Roma, donde según él no estarían seguros.
En los baños de Puteoli, en abril del 44 a. C., el trato entre Hircio y Cicerón se renovó y el orador volvió a dar lecciones de oratoria a Hircio y Vibio Pansa. Hircio dejó Campania para asistir al Senado convocado por Antonio para el primero de junio, pero, al verse en peligro por los veteranos de guerra, regresó a su casa tusculana. En otoño de este año, Hircio no pudo asistir al Senado debido a una enfermedad  de la cual nunca se recuperó completamente. Según Cicerón, el pueblo ofreció votos por su recuperación.

## Consulado
De acuerdo a un decreto del Senado aprobado en el mes de diciembre, Hircio y Pansa convocaron al Senado para el 1 de enero de 43 a. C. donde tomaron posesión como cónsules. Después de los sacrificios habituales, se procedió a resolver sobre la rogativa de honores a Octaviano, Décimo Bruto y a las legiones cuarta y martia. El debate fue abierto por Hircio y su colega, quienes declararon su apego a la constitución vigente y exhortaron al Senado a tomar un compromiso similar. La discusión duró cuatro días. En el segundo día, el decreto de honores a Bruto, Octaviano y las legiones se aprobó, pero tras cuatro días, Cicerón y la oligarquía fracasaron en su intento de declarar a Antonio enemigo público.
Se resolvió —y la resolución fue apoyada por Hircio y el partido cesariano— intentar una negociación con Antonio; con este fin se enviaron delegados a su campamento en Mutina. Hircio, mediante sorteo, fue enviado en febrero, aunque todavía estaba debilitado por su enfermedad, a la Galia Cisalpina. De inmediato atacó los puestos de avanzada de Antonio y lo expulsó de Claterna para, a continuación, unir sus fuerzas con las de Octaviano en Forum Cornelii donde, como cónsul, tomó el mando supremo y puso a los dos ejércitos en sus cuarteles de invierno.
Hircio no deseaba abrir (al menos no de inmediato) hostilidades con Antonio. Este, obligado a dividir sus fuerzas, envió una carta a Hircio y Octaviano de manera conjunta argumentando que ambos eran víctimas de Cicerón y de su facción, que buscaban debilitar y dividir al partido cesariano. Sin responderla, Hircio envió este escrito al Senado. 
Hircio tuvo algunas semanas de inactividad, aunque no descuidó enviar suministros a Mutina o apoyar a Décimo Bruto para resistir los ataques incesantes de Antonio y de la hambruna. Hacia finales de marzo su colega Pansa cruzó los Apeninos y llegó a Bononia, que Hircio y Octaviano ya habían tomado, siendo derrotado por Antonio en Forum Gallorum, donde fue mortalmente herido en la batalla.
Hircio compensó este desastre con un ataque a las fuerzas de Antonio que regresaban a su campamento en Mutina. Honores por su victoria, a moción de Cicerón, fueron decretados por el Senado a Hircio. El 27 de marzo atacó Mutina y, aunque Antonio fue derrotado completamente, Hircio cayó en combate. Octaviano envió los restos de los dos cónsules, con una numerosa escolta, a Roma, donde fueron recibidos con honores extraordinarios y enterrados en el campo de Marte. El dolor y la consternación por su caída fue general; y los encargados de los funerales se negaron a aceptar alguna recompensa por su entierro. El día de su muerte se convirtió en un hito en la cronología romana.
Para Octaviano la muerte de Hircio y de Pansa fue tan oportuna que fue acusado por muchos de asesinarlos.
Es también conocido por su faceta de escritor, pues completó los escritos de Julio César La guerra de las Galias (se le atribuye el prólogo del libro VIII y se cree que es el autor de la totalidad de dicho libro) y La guerra civil (escribió La guerra de Alejandría).